# طريق مكة
مبادرة طريق مكة، هي إحدى مبادرات وزارة الداخلية السعودية ضمن برنامج خدمة ضيوف الرحمن، أحد برامج رؤية السعودية 2030، أطلقت في عام 2017م، وتهدف إلى تقديم خدمات ذات جودة عالية للحجاج المستفيدين من المبادرة، من خلال إنهاء إجراءاتهم من بلدانهم، بدءًا من إصدار التأشيرة إلكترونيًا وأخذ الخصائص الحيوية، ومرورًا بإنهاء إجراءات الجوازات في مطار بلد المغادرة بعد التحقق من توافر الاشتراطات الصحية، إضافة إلى ترميز وفرز الأمتعة وفق ترتيبات النقل والسكن في المملكة، وعند وصولهم ينتقلون مباشرة إلى حافلات لإيصالهم إلى مقار إقامتهم في مكة المكرمة والمدينة المنورة، بمسارات مخصصة، في حين تتولى الجهات الخدمية إيصال أمتعتهم إلى مساكنهم.

## محطات رحلة الحجاج المستفيدين من المبادرة
1. أخذ الخصائص الحيوية للحجاج المستفيدين من المبادرة والتأكد من توافر الاشتراطات الصحية والمتطلبات الوقائية لهم والحصول على تأشيرة الحج.
2. إصدار بطاقة صعود الطائرة وفرز وترميز الامتعة من خلال تسجيلها باسم صاحبها في محطة الإقلاع.
3. إنهاء إجراءات دخولهم إلى المملكة في الصالة المخصصة للمبادرة من فريق عمل الجوازات قبل الإقلاع من مطارات بلدانهم، وصعود الطائرة للتوجه إلى محطة الوصول في جدة والمدينة المنورة.
4. وصول الحجاج إلى الصالة المخصصة للمبادرة في المملكة، ونقلهم إلى مقار سكنهم مباشرة.
5. تسلم أمتعتهم في مقار سكنهم مباشرة دون الحاجة إلى انتظارها في محطات الوصول.[5]

## أعوام تنفيذ المبادرة والدول المستفيدة
1. في عام 2017، نفذت المبادرة في ماليزيا.
2. في عام 2018، نفذت المبادرة في ماليزيا، إندونيسيا.
3. في عام 2019، نفذت المبادرة في باكستان، ماليزيا، إندونيسيا، تونس، بنجلاديش.
4. في عام 2022، نفذت المبادرة في باكستان، ماليزيا، إندونيسيا، المغرب، بنجلاديش.[5]
5. في عام 2023، نفذت المبادرة في تركيا.[6]
6. في عام 2024 ، نفذت المبادرة في: المغرب، إندونيسيا، ماليزيا، باكستان، بنغلاديش، تركيا، كوت ديفوار.[7][8][9]
7. في عام 2025، نفذت المبادرة في: (7) دول هي المغرب، وإندونيسيا، وماليزيا، وباكستان، وبنجلاديش، وتركيا، وكوت ديفوار، وذلك عبر (11) مطارًا في الدول المستفيدة.[10][11]

## أعداد الحجاج المستفيدين من المبادرة خلال الأعوام السابقة
- 375,484 حاجًا [5]
- في حج عام 2023م استفاد (68,721) حاجاً من خمس دول من المبادرة.[12]
- في 18 مايو 2025م أعلنت وزارة الداخلية السعودية تجاوز عدد مستفيدي مبادرة "طريق مكة" (مليون) حاج منذ إطلاقها.[13][14]

## الجهات المشاركة
- وزارة الداخلية.
- وزارة الخارجية.
- وزارة الصحة.
- وزارة الحج والعمرة.
- هيئة الزكاة والضريبة والجمارك.
- الهيئة العامة للطيران المدني.
- الهيئة السعودية للبيانات والذكاء الاصطناعي
- المديرية العامة للجوازات.
- برنامج خدمة ضيوف الرحمن.
- شركة علم

## وصلات خارجية
ملف تعريفي عن المبادرة من موقع وزارة الداخلية السعودية.